# Lidia Kopania
Lidia Kopania-Przebindowska (Koluszki, 1978. május 12. –) lengyel a Kind of Blue együttes énekesnője. 2009-ben ő képviselte hazáját az Eurovíziós Dalfesztiválon Moszkvában, Oroszországban.

## Életpályája

### Kind of Blue
A Kind of Blue együttes jelenlegi tagjai: Lidia Kopania (vokál) és Bernd Klimpel (gitár) (Az együttest 1995-ben alapították Hamburgban). 1996-ban megtartották első koncertjüket 600 ember számára a város közelében. A jubileumi, 100. koncertjük után beléptek a John Lennon Tehetségkutató showba. Pár héttel később kapcsolatba léptek az Eastwest Records-szal és elkezdték csinálni első albumukat. A Bitter blue című számmal szerepeltek először tévében, 2000 februárjában. Ősszel kiadták In Sight c. első albumot. Ez időben Katrin Holst kilépett az együttesből, mert családot akart alapítani. 2003-ban Lidia Kopania belépett az együttesbe. A változások után kiadták második albumukat, a Beating the morning rush. 2005-ben kiadták harmadik albumukat (Pocałuj mnie).

#### Albumok
| Év   | Album                           |
| 2000 | In Sight                        |
| 2004 | Beating the morning rush        |
| 2005 | Połacuj mnie (lengyel változat) |
| 2009 | I don't wanna leave             |

#### Kislemezek
| Év   | Kislemez            |
| 2000 | Bitter blue         |
| 2000 | The same            |
| 2004 | Morning light       |
| 2004 | Black and Blue      |
| 2009 | I don't wanna leave |

### Szólókarrierje
2006-ban megjelent első szólóalbuma, Intuicja címmel, amelyen 16 szám volt (12 – angol, 4 – lengyel). 2008 júniusában kiadták Przed świtem című második albumát.

#### Album
| Év   | Album        |
| 2006 | Intuicja     |
| 2008 | Przed świtem |

#### Kislemezek
| Év   | Kislemez                      |
| 1998 | Niezwykły dar                 |
| 2006 | Sleep                         |
| 2006 | Hold on                       |
| 2007 | Twe milczenie nie jest złotem |
| 2008 | Tamta Łza                     |
| 2008 | Rozmawiać z tobą chce         |
| 2009 | I don't wanna leave           |

## Fordítás
- Ez a szócikk részben vagy egészben  a   Lidia Kopania című angol Wikipédia-szócikk fordításán alapul.  Az eredeti cikk szerkesztőit annak laptörténete sorolja fel. Ez a jelzés csupán a megfogalmazás eredetét és a szerzői jogokat jelzi, nem szolgál a cikkben szereplő információk forrásmegjelöléseként.